# 氟替卡松/沙美特羅
氟替卡松/沙美特羅（英語：Fluticasone/salmeterol）以Advair、Seretide (舒樂泰、舒利迭) 等商品名在市面銷售，是一種含有氟替卡松丙酸酯和沙美特羅的固定劑量複方藥。用於治療氣喘和慢性阻塞性肺病 (COPD)。透過將藥品吸入肺部來使用。
用藥後常見的副作用有鵝口瘡、頭痛和咳嗽。嚴重的副作用可能有氣喘惡化、過敏反應、癲癇發作和心臟問題。個體於懷孕和母乳哺育時期使用的安全性尚不清楚。氟替卡松是一種皮質類固醇，透過減少發炎發揮而作用，而沙美特羅是一種長效β-腎上腺素受體激動劑 (LABA)，透過活化β-2腎上腺素受體發揮作用。
此複方藥於2000年在美國被批准用於醫療用途。其通用名藥物於2019年在美國獲得批准。它是美國2020年排名第56的最常使用的處方藥，開立的處方箋數量超過1,100萬張。

## 醫療用途
氟替卡松是一種皮質類固醇，是複方藥中的抗發炎成分，可減少肺部發炎而改善呼吸。沙美特羅是一種LABA，可治療氣道收縮作用。兩者的作用為維持治療，而非作為突發症狀的救治使用。

## 副作用
此複方藥的常見副作用與其兩成分個別使用的副作用相同。例如，使用吸入性皮質類固醇與口腔念珠菌病（通常稱為酵母菌感染或鵝口瘡）有關。吸入藥物後用水漱口可降低發生這種情況的風險。
雖然使用吸入性類固醇和LABA可控制及改善氣喘症狀，但有人擔心沙美特羅可能會增加因氣喘而死亡的風險，而這種額外風險並不會因為添加吸入類固醇而降低。這種複方藥的其他副作用可能有血壓升高、心率變化，以及心律不整、骨質疏鬆、白內障和青光眼的風險增加。研究證明吸入氟替卡松丙酸酯對兒童屬於安全。 於2013年發表的一項系統性回顧發現吸入氟替卡松長達三個月，對罹患氣喘兒童的下視丘-垂體-腎上腺軸 功能、生長和骨礦物質密度沒顯著的不利影響。

## 作用機轉
氟替卡松/沙美特羅含有氟替卡松丙酸酯（一種合成皮質類固醇）和沙美特羅（一種選擇性長效β-腎上腺素受體激動劑）。氟替卡松是一種有效的抗發炎劑，可抑制多種細胞類型，如肥大細胞、嗜酸性球、嗜鹼性球、淋巴球、巨噬細胞和嗜中性球，所有這些細胞都會導致發炎，而發炎是氣喘發病機制的重要組成部分。沙美特羅透過刺激細胞內腺苷酸環化酶發揮作用，腺苷酸環化酶在環腺苷酸的產生中充當催化劑。環酸腺苷水平升高導致支氣管平滑肌鬆弛。此外，環酸腺苷可抑制速發型超敏反應介質的釋放。

## 社會與文化

### 法律地位
歐洲藥品管理局（EMA）人用藥品委員會（CHMP）於2021年1月28日採納正面意見，建議授予用名為Seffalair Spiromax作治療氣喘藥品的營銷核准。.藥品的申請人是梯瓦製藥公司。CHMP也建議授予名為BroPair Spiromax藥品的複製品以營銷核准。Seffalair Spiromax和BroPair Spiromax皆於2021年3月從歐盟獲准用作醫療用途。

### 通用名藥物
美國食品藥物管理局（FDA）於2019年1月授予邁蘭製藥首項名為Advair Diskus的通用名藥物批准。

### 民事和解
Advair於2012年成為葛蘭素史克 (GSK) 藥廠與美國政府之間一項較大型民事和解協議的一部分，其中葛蘭素史克同意支付10.43億美元和解金。美國政府表示葛蘭素史克有從事推廣Advair的仿單標示外使用，並向醫療保健專業人員支付回扣以推廣該藥品銷售等行為。

## 外部連結
- . Drug Information Portal. U.S. National Library of Medicine.   [2024-02-05]. （原始内容存档于2022-05-14）.
- . Drug Information Portal. U.S. National Library of Medicine.   [2024-02-05]. （原始内容存档于2022-10-15）.